# Matthew Boulton
Matthew Boulton [ejtsd: bólt'n] (Birmingham, 1728. szeptember 3. – Birmingham, 1809. augusztus 17.) angol mechanikus.

## Élete
Apja rá hagyott nagy vagyonából 17 éves korában 9000 font költséggel egy nagy gyárat épített, ahol különféle szobadíszeket készítettek. Összeköttetésbe jutván James Watt-tal, a gőzgépek feltalálójával, a szabadalom hasznosítása céljából nagy gyárat állított fel. Ettől kezdve életének fő célját jellemzi az a mondása, melyet a gyárát látogató Boswellhez intézett: «Én itt uram azt árulom, mi után az egész világ áhítozik... erőt! erőt!» Gyárában mintegy 700 munkás dolgozott. 
Mivel fáradhatatlan szorgalmával megalapította Birmingham iparát, elnevezték «Birgmingham apjának». A gőzgépek gyártásán kívül foglalkozott még pénzveréssel is. E célra 1778-ban malmot állított fel, melyben 8 gép naponként mintegy 500-700 darab pénzt vert. Élete alkonyán Smethwickben, Soho mellett öntőműhelyet nyitott

## Emlékezete
Arcképe szerepel a 2011-ben kiadott 50 fontos bankjegyen.